# Список об'єктів Світової спадщини ЮНЕСКО в Камбоджі
Список об'єктів Світової спадщини ЮНЕСКО в Камбоджі станом на 2018 рік налічує 3 об'єкти культурного типу.

## Список
У поданій таблиці представлено список об'єктів Світової спадщини ЮНЕСКО в Камбоджі в порядку їх включення до списку.
| № | Зображення | Назва                                                                      | Розташування     | Час створення          | Рік внесення | №                                                   | Критерії       |
| - | ---------- | -------------------------------------------------------------------------- | ---------------- | ---------------------- | ------------ | --------------------------------------------------- | -------------- |
| 1 |            | Ангкор                                                                     | Кхет Сіємреал    | IX—XV століття         | 1992         | 668 [Архівовано 7 жовтня 2016 у Wayback Machine.]   | і, іі, iii, iv |
| 2 |            | Храм Преахвіхеа                                                            | Кхет Преахвіхеа  | перш. пол. XI століття | 2008         | 1224 [Архівовано 23 червня 2017 у Wayback Machine.] | i              |
| 3 |            | Храмова зона Самбор Прей Кук, археологічна пам'ятка стародавньої Ішанапури | Кхет Кампонгтхом | VI—VII століття        | 2017         | 1532 [Архівовано 13 липня 2017 у Wayback Machine.]  | ii, iii, iv    |

## Попередній список
| № | Зображення | Назва                   | Розташування         | Час створення                      | Рік внесення | №                                                | Критерії |
| - | ---------- | ----------------------- | -------------------- | ---------------------------------- | ------------ | ------------------------------------------------ | -------- |
| 1 |            | Кох Кер                 | Кхет Преахвіхеа      | X століття                         | 1992         | 62 [Архівовано 6 грудня 2018 у Wayback Machine.] | ii       |
| 2 |            | Кулен                   | Кхет Сіємреап        | XVI століття                       | 1992         | 63 [Архівовано 6 грудня 2018 у Wayback Machine.] | v, vi    |
| 3 |            | Ангкор Борей та Пном Да | Кхет Такей           | IV століття до н. е. — XI століття | 1992         | 64 [Архівовано 6 грудня 2018 у Wayback Machine.] | ii       |
| 4 |            | Удонг                   | Кхет Кампонгспи      | XVII—XIX століття                  | 1992         | [Архівовано 4 жовтня 2018 у Wayback Machine.]    | vi       |
| 5 |            | Ансамбль Бенгмеалеа     | Кхет Сіємреап        |                                    | 1992         | 66 [Архівовано 6 грудня 2018 у Wayback Machine.] | iv       |
| 6 |            | Ансамбль Преахкхан      | Кхет Преахвіхеа      | XI століття                        | 1992         | 67 [Архівовано 6 грудня 2018 у Wayback Machine.] | iv       |
| 7 |            | Ансамбль Бантеайчхма    | Кхет Бантеаймеантьєй | XII—XIII століття                  | 1992         | 68 [Архівовано 6 грудня 2018 у Wayback Machine.] | iii      |
| 8 |            | Ансамбль Ват Нокор      | Кхет Кампонгтям      | X століття                         | 1992         | 69 [Архівовано 6 грудня 2018 у Wayback Machine.] | iii      |